# 普安迪米耶
普安迪米耶（法語：Poindimié，發音：[pwɛ̃dimje] ⓘ）是法国海外特殊集体新喀里多尼亞北部省的市镇，面积673.1平方千米，2019年1月1日人口为5,006人。

## 地理
普安迪米耶（20°56'0"S, 165°20'0"E）面积673.1平方千米，位于法国海外特殊集体新喀里多尼亞。
与普安迪米耶接壤的市镇（或旧市镇、城区）包括：延根、科内、波内里旺、普恩布特、图奥。
普安迪米耶的时区为UTC+11:00。

## 行政
普安迪米耶的邮政编码为98822，INSEE市镇编码为98822。

## 政治
普安迪米耶的现任市长为保罗·内奥廷先生，任期为2020-2026年。

## 人口
普安迪米耶于2019年1月1日时的人口数量为5006人。